# Myriam Montoya
Œuvres principales
Je viens de la nuit (2005), La fuite (2011)
Myriam Montoya, née en 1963 à Bello, est une poétesse et femme de lettres colombienne.

## Biographie
Originaire de l'Antioquia en Colombie, Myriam Montoya réalise ses premiers pas en tant qu'auteure dans l'atelier littéraire du romancier Manuel Mejía Vallejo, mais c'est Jaime Jaramillo Escobar, considéré comme l'un des plus grands poètes nadaïstes et l'un des plus importants du pays, qui l'initie véritablement à l'art de la versification.   
Elle s'installe à Paris en 1994, après l'obtention de son baccalauréat. Titulaire d'une maîtrise en littérature latino-américaine de l'Université Paris-Sorbonne, elle entreprend dès la fin de ses études une carrière littéraire et se consacre à la poésie. Son travail est rapidement remarqué par l'hispaniste français Claude Couffon qui traduit ses premiers ouvrages. Plus tard, elle collabore avec le poète français Stéphane Chaumet.  

## Carrière professionnelle
Myriam Montoya publie son premier recueil de poèmes Fugues Fugas aux éditions L'Harmattan en 1997.
En 2005, elle réunit une partie de son œuvre poétique dans l'anthologie Je viens de la nuit (Vengo de la noche). Des poèmes traduits en français par Claude Couffon et Stéphane Chaumet pour une coédition entre les Écrits des Forges et la maison d'édition Castor Astral. 
La poésie de l'auteure est un labyrinthe de fuite, de désir, de nuit et de déracinement. Ses textes sont publiés dans plusieurs revues en France et à l’étranger ainsi que dans des ouvrages collectifs tels Poésie de langue française, 144 poètes d’aujourd’hui autour du monde aux éditions Seghers en 2008 et Cinq femmes d’Amérique latine aujourd’hui chez Le temps des cerises en 2009.
En 2011, elle signe La fuite un premier roman aux éditions La Dragonne. Au milieu des années 1980, dans les quartiers populaires de Medellín en Colombie, une famille rocambolesque charrie au quotidien son lot de joies et de peines, jusqu'à la fuite soudaine de l'une de ses membres. Cette disparition va faire basculer dramatiquement le destin de toute la famille. 
Myriam Montoya est co-directrice avec Stéphane Chaumet de la maison d'édition L’Oreille du loup, dédiée à la poésie dans le monde. Elle participe régulièrement aux traductions espagnoles de poètes français et d'auteures originaires d'Afrique et du Moyen-Orient Est, tels les textes de la poétesse iranienne Forough Farrokzad et de l'auteure tunisienne Amina Saïd. Elle est régulièrement invitée lors de lectures et de festivals internationaux de poésie. 
Depuis 2010, Myriam Montoya est membre du jury du Prix Louise-Labé.

### Publications
- Fugues Fugas, L'Harmattan, Collection Poètes des Cinq Continents, 69p, 1997,  (ISBN 2738455883)
- Déracinements, Indigo Côté-Femmes, 65p, 1999,  (ISBN 2911571657)
- Je viens de la nuit, Édition bilingue français-espagnol, Éditions Écrits Des Forges, Le Castor Astral, 2005,  (ISBN 2890468569)
- Fleur de refus, Éditions Écrits Des Forges, Éditions Phi, 2009,  (ISBN 9782896451241)
- Traces Huellas, Édition bilingue français-espagnol, L'Oreille du Loup, 2010,  (ISBN 9782917290163)
- La fuite, traduction de Stéphane Chaumet, La Dragonne, 2011,  (ISBN 2913465765)

### Ouvrages collectifs
- Poésie de langue française, 144 poètes d’aujourd’hui autour du monde, Seghers, 486p, 2008,  (ISBN 2-232-12305-7)
- Cinq femmes d’Amérique latine aujourd’hui, Le temps des cerises, 135p, 2009,  (ISBN 2841097692)
- Boussole du jour, Illustrations de Lydia Padellec, La Lune Bleue, 2010[12]
- Terre promise, Villebramar, Préface de Myriam Montoya, Illustrations Benoît Lacou et Nicolas Oulès, L'harmattan, Collection Poésies, 62p, 2017,  (ISBN 2343116008)